# Il segreto dell'isola di Roan
Il segreto dell'isola di Roan (The Secret of Roan Inish) è un film diretto dal regista John Sayles, liberamente tratto dal libro "Secret of the Ron Mor Skerry" di Rosalie K. Fry (1959).

## Trama
Fiona è una bambina irlandese appartenente ad una comunità familiare che viveva sull'isola di Roan. Dopo la morte della madre l'intera comunità lascia l'isola di Roan per avvicinarsi di più alla vita di città. Il padre porta Fiona direttamente ad abitare in città, ma la bambina non trovandosi bene va a vivere con i nonni rimasti nelle terre vicino a Roan. Dai nonni scopre molte storie e leggende legate alla sua famiglia. Scopre che un suo antenato è riuscito a rubare il manto di foca ad una Selkie. Le Selkies sono donne mutaforma che possono cambiare il loro aspetto in foca e che vivono soprattutto in mare; se qualcuno ruba loro il manto, esse vengono vincolate a colui che lo possiede.
Così l'antenato della famiglia di Fiona sposa la Selkie (dalla quale avrà molti figli) ma questa, desiderando tornare al mare, appena trova il proprio manto decide di ritornarvi. Si instaura questa "collaborazione" tra foche e uomini che legherà la famiglia di Fiona fino al presente. Nella famiglia di Fiona, in ogni generazione c'è una persona con i capelli neri, a ricordare la Selkie entrata in famiglia e la magia che lega questa famiglia alle foche...
Il fratello di Fiona (Jamie) è sparito in mare sulla culla tramandata di generazione in generazione dai tempi della Selkies il giorno in cui gli uomini lasciarono Roan. Da allora sono passati tre anni e nessuno più lo cerca. Fiona è convinta che lui sia ancora vivo, quando può si fa accompagnare a Roan e lì, finalmente, riesce a vederlo. Jamie non si fa avvicinare, è timido e ha paura, quindi scappa. Dopo aver risistemato la casa di Roan con l'aiuto del cugino ed all'oscuro dei nonni confessa alla nonna di aver rivisto varie volte Jamie. In un battibaleno la famiglia si ritrasferisce a Roan e il miracolo avviene, Jamie riappare e, stavolta, le foche lo spingono a rimanere fra gli uomini. Il connubio tra le foche e la famiglia di Fiona continua magicamente a funzionare.

## Descrizione del film
Corredato da musiche tradizionali e dai paesaggi del Donegal, il film rappresenta non solo una riproposizione di una leggenda classica irlandese, ma uno spaccato della forza dei legami con la terra e con gli esseri semi-umani come le selkies di cui il folklore irlandese è ricco.
Nell'interpretazione del regista, il ritorno della piccola Fiona alla sua terra dovuto alla sua costituzione gracile che le rende impossibile la vita tra le fabbriche della città insieme al padre, segna in realtà un ritorno alle origini e ad un legame profondo con la natura e i luoghi di cui le famiglie erano da sempre custodi, e che rischiava di venire abbandonato a causa di apparentemente insormontabili difficoltà economiche.
Il piccolo Jamie, che porta i caratteri delle selkies, viene da esse trattenuto quando l'intero villaggio lascia l'isola. Sarà il destino a riportare Fiona sulle isole vicine, a farle incontrare il fratellino e ad ispirarle una soluzione semplice come solo i bambini sanno concepire alla necessità per la sua famiglia di ricominciare una nuova vita.
Un film dove prevalgono le atmosfere e le espressioni degli attori che sanno interpretare la semplicità delle genti di mare, e dove i commenti musicali riescono a fondersi con le immagini e le parole in una crescente intensità di emozioni.

## Riconoscimenti
- 1996 - Festival internazionale del film fantastico di Gérardmer
  - Premio della critica